# دونغ تشونغشو
دونغ تشونغشو (بالصينية: 董仲舒) (104-179 قبل الميلاد) كان فيلسوفًا وسياسيًا وكاتبًا صينيًا من سلالة هان الحاكمة. هو مرتبط تقليديا بترويج الكونفوشيوسية باعتبارها الأيديولوجية الرسمية للإمبراطورية الصينية. فضل دونغ تشونغشو عبادة السماء على تقليد الطوائف التي تعتقد بنظرية العناصر الخمسة. في آخر حياته، نُفيه إلى من قبل خصمه غونغسون هونغ.

## السيرة شخصية
ولد دونغ تشونغشو في مدينة بهنغشوي عام 179 قبل الميلاد. مسقط رأسه هو بلدة وينتشينغ، لذلك في كتاب ندى فاخر من حوليات الربيع والخريف ، تم ذكره ذات مرة على أنه اللورد دونغ من وينغشينغ (溫城董君).

### اقتباسات
1. ↑  Michael Loewe p.269. 2011. Dong Zhongshu, a ‘Confucian’ Heritage and the Chunqiu Fanlu. https://books.google.com/books?id=ZQjJxvkY-34C&pg=PA269 نسخة محفوظة 2023-04-14 على موقع واي باك مشين.
2. ↑  Michael Loewe p.49,136,147–150. 2011. Dong Zhongshu, a ‘Confucian’ Heritage and the Chunqiu Fanlu. https://books.google.com/books?id=ZQjJxvkY-34C&pg=PA147 نسخة محفوظة 2019-08-14 على موقع واي باك مشين.